# Наливайко, Георгий Антонович
Гео́ргий Анто́нович Наливайко (1910—1977) — советский хозяйственный, государственный и политический деятель. Герой Социалистического Труда (1961). Член КПСС.

## Биография
Родился 13 января 1910 года в деревне Обуховка Мизгильской волости Кокчетавского уезда Акмолинской области (ныне — Тайыншинский район, Северо-Казахстанской области Казахстана).
Окончил Омский сельскохозяйственный институт (1937), получил диплом агронома.
В 1937—1956 гг. — заведующий Парабельским госсортоучастком, научный сотрудник Колпашевской опытной станции, старший агроном Барышевской МТС Новосибирского района, председатель колхоза «Красный партизан» Новосибирского района, участник Великой Отечественной войны, научный сотрудник, директор Новосибирской государственной селекционной станции.
В 1956 году назначен директором Алтайского научно-исследовательского института сельского хозяйства.
Указом Президиума Верховного Совета СССР от 31 декабря 1961 года присвоено звание Героя Социалистического Труда с вручением ордена Ленина и золотой медали «Серп и Молот».
В 1967 году, после критики «пропашной системы земледелия», освобожден от должности директора института. Переведен заведующим лабораторией этого же института, а спустя полгода старшим научным сотрудником по специальности «общее земледелие». В этой должности проработал до ухода на пенсию в 1972 году.
Автор более 200 научных работ, вышедших отдельными книгами, статьями в периодических изданиях.
Избирался депутатом Верховного Совета СССР 6-го созыва.
Умер в Барнауле 5 ноября 1977 года.